# Seberang Pantai
Seberang Pantai is een bestuurslaag in het regentschap Kuantan Singingi van de provincie Riau, Indonesië. Seberang Pantai telt 1022 inwoners (volkstelling 2010).